# Midnattssol (TV-serie)
Midnattssol, fransk titel Jour polaire, är en svensk-fransk kriminalserie från 2016, som började sändas i SVT den 23 oktober 2016.

## Roller i urval
- Leïla Bekhti – Kahina Zadi [2]
- Gustaf Hammarsten[3] – åklagare Anders Harnesk
- Peter Stormare – chefsåklagare Rutger Burlin[4]
- Jakob Hultcrantz Hansson – Thorndahl
- Denis Lavant – Pierre Carnot
- Richard Ulfsäter – Thor
- Oscar Skagerberg – Kristoffer Hanki
- Maxida Märak – Evelina Geatki
- Sofia Jannok
- Göran Forsmark – Sparen
- Pelle Heikkilä – Marko
- Jessica Grabowsky[4] – Jenny Ann
- Albin Grenholm[4] – Kimmo
- Anitta Suikkari - Anders mamma
- Lisa Henni
- Tomas Glaving
- Karolina Furberg – Jessica Harnesk
- Pär Andersson
- Iggy Malmborg
- Pávva Pittja
- Jesper Sjölander
- Marja Lisa Thomasson
- Pontus Wikström – Jörgen Forsberg